# القانون البيئي في الولايات المتحدة

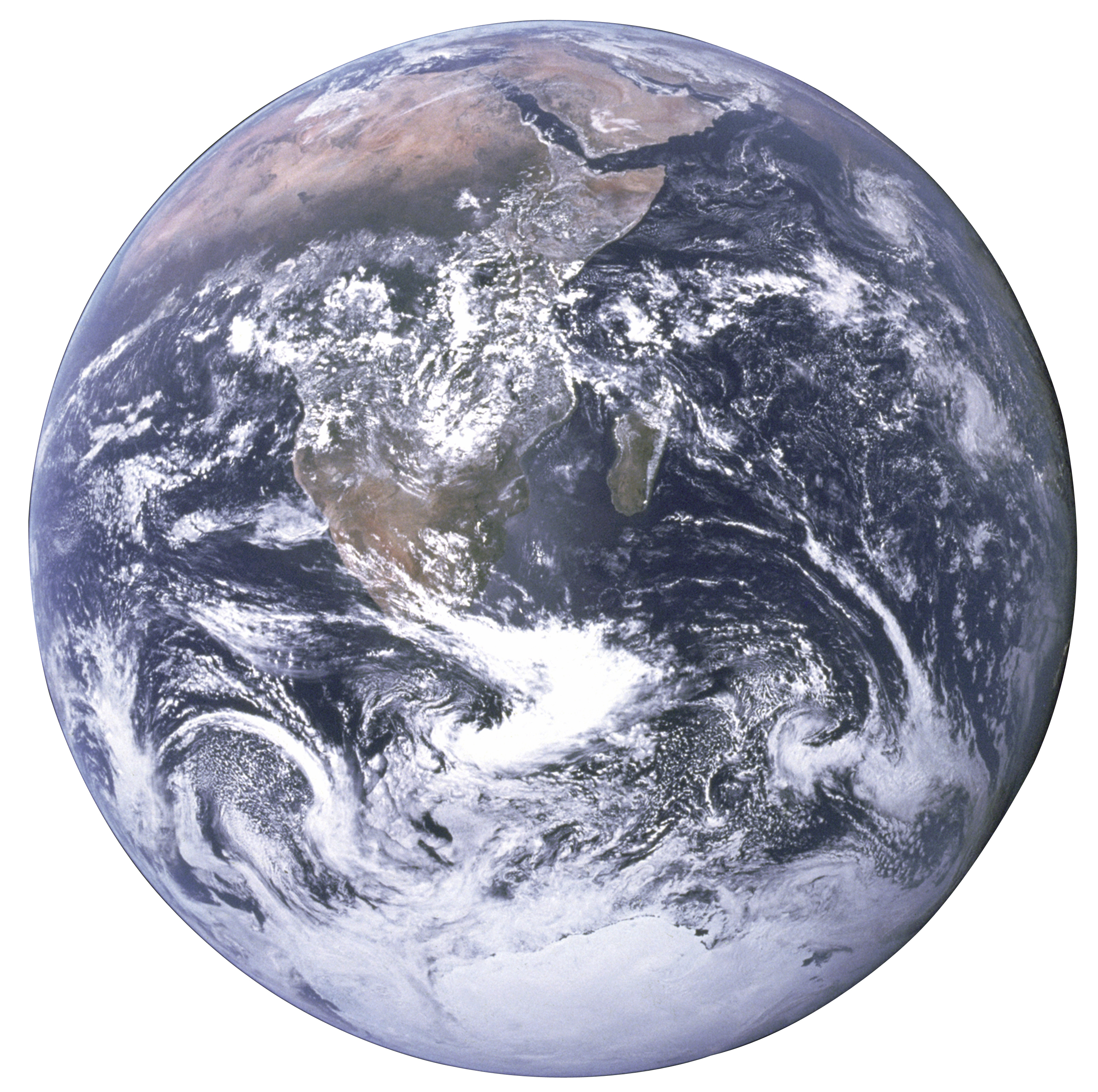
الأرض مرئية من أبولو 17 عام 1972 على مسافة حوالي 29000 كيلومتر

يتعلق القانون البيئي في الولايات المتحدة بالمعايير القانونية لحماية صحة الإنسان، وتحسين البيئة الطبيعية للولايات المتحدة. بقيت الدولة مصدرًا مهمًا للخبرة والتجربة القانونية البيئية، على الرغم من تعرض البلاد للنقد في الداخل والخارج بشأن قضايا الحماية والإنفاذ والإفراط في التنظيم.

## النطاق
سن كونغرس الولايات المتحدة قوانين فيدرالية تهدف إلى معالجة التلوث ومكافحته، بما في ذلك على سبيل المثال قانون الهواء النظيف (تلوث الهواء)، وقانون المياه النظيفة (تلوث المياه)، وقانون الاستجابة البيئية الشاملة والتعويض والمسؤولية (سيركلا أو سوبر فاند) (تنظيف الموقع الملوث). ثمة قوانين فيدرالية أخرى تحكم استخدام الموارد الطبيعية والتنوع البيولوجي والتي تتأثر بشدة بالمبادئ البيئية، بما في ذلك قانون الأنواع المهددة بالانقراض، والقانون الوطني لإدارة الغابات، وقانون إدارة المنطقة الساحلية. قد يشمل قانون السياسة البيئية الوطنية، الذي يحكم تقييم الأثر البيئي في الإجراءات المتخذة أو المعتمدة من قبل الحكومة الفيدرالية الأمريكية، جميع هذه المجالات.
لعبت الفيدرالية في الولايات المتحدة دورًا في شكل التشريعات البيئية الوطنية. تستخدم العديد من القوانين البيئية الفيدرالية آليات فيدرالية تعاونية، إذ تُدار العديد من البرامج التنظيمية الفيدرالية بالتنسيق مع الولايات الأمريكية. سنت الولايات قوانينها الخاصة عمومًا لتغطية المجالات التي لا تحظى بأولوية في القانون الفيدرالي. يشمل ذلك المجالات التي تصرف فيها الكونغرس بطريقة محدودة (مثل قوانين تنظيف مواقع الولاية للتعامل مع المواقع التي لا تشملها الاستجابة البيئية الشاملة)، والمجالات التي ترك فيها الكونغرس اللوائح للولايات (مثل قانون الموارد المائية).

## الإدارة
تُقسم مسؤوليات إدارة القوانين البيئية في الولايات المتحدة، بين العديد من الوكالات الفيدرالية والحكومية، وبمهام مختلفة ومتداخلة ومتضاربة في بعض الأحيان. وكالة حماية البيئة هي الوكالة الفيدرالية الأكثر شهرة، ولها سلطة قضائية على العديد من برامج الهواء والماء والنفايات والمواد الخطرة الوطنية في البلاد.
تتابع الوكالات الفيدرالية الأخرى، مثل المؤسسة الأمريكية للأسماك والحياة البرية وإدارة المتنزهات الوطنية في المقام الأول مهام الحفاظ على البيئة، بينما تبقى وكالات أخرى، مثل دائرة الغابات في الولايات المتحدة ومكتب إدارة الأراضي، مركزةً بشكل أكثر على الاستخدام المفيد للموارد الطبيعية.
تعمل الوكالات الفيدرالية ضمن حدود الولاية القضائية الفيدرالية، إذ يقتصر اختصاص وكالة حماية البيئة بموجب قانون المياه النظيفة مثلًا، على «مياه الولايات المتحدة». تسمح القوانين الفيدرالية في العديد من الحالات، بوضع تشريعات صارمة بشكل أكبر من قبل الولايات، ونقل بعض المسؤوليات المفوضة فيدراليًا من سيطرة الفيدرالية إلى سيطرة الولاية.
في الوقت الذي تتطلب فيه رخصة ردم منطقة رطبة غير فيدرالية تصريحًا من وكالة حكومية واحدة، فقد تتطلب مساعٍ أكبر وأكثر تعقيدًا موافقات من العديد من الوكالات الفيدرالية والحكومية، كبناء محطة طاقة تعمل بالفحم مثلًا.